# Cyclophora (Schmetterling)
Cyclophora ist eine artenreiche Gattung aus der Schmetterlingsfamilie der Spanner (Geometridae). Im deutschsprachigen Raum kommen etwa 12 Arten vor. Völlig ungewöhnlich für die Familie der Spanner wird während der Entwicklung eine Gürtelpuppe ausgebildet.

## Merkmale

### Falter
Die Flügelspannweite der europäischen Arten reicht von 20 bis 30 Millimeter. Beide Flügelpaare weisen weiße Diskalflecken auf, die manchmal noch dunkel umrandet sind. Die Flügelspitzen sind häufig zugespitzt, die Termen gewinkelt, aber auch gerundet. Bei der Äderung des Vorderflügels befindet sich die Areole unterhalb des Zellapex. die Ader R1 ist deutlich gestielt, die Adern R2 bis 4 und R5 gehen von der Areole aus. Die Discozellularen Adern von allen Flügeln sind gerade. Der Saugrüssel ist gut entwickelt, aber mit drei bis vier Millimetern meist kurz.
Häufig ist ein Saisondimorphismus zwischen der ersten und zweiten Generation zu beobachten, wobei die Falter der zweiten Generation häufig etwas kleiner sind als die Falter der ersten. Manche Arten zeigen auch einen gering ausgeprägten Sexualdimorphismus.

### Ei, Raupe und Puppe
Die Eier sind meist länglich. Die Raupen relativ schlank, häufig kommen zwei Farbmorphen vor. Die Puppe ist unüblich für Spanner eine Gürtelpuppe, die an Blätter und Zweige der Nahrungsbäume angeheftet wird.

## Verbreitung und Lebensraum
Die meisten Arten der Gattung sind hygrophil, d. h., sie bevorzugen feuchtere Lebensräume. In der engeren Fassung der Gattung ist die Verbreitung holarktisch.

## Phänologie und Lebensweise
Die Arten der Gattung sind gewöhnlich bivoltin, d. h., es werden zwei Generationen im Jahr ausgebildet. In klimatisch ungünstigen Gebieten (z. B. Nordeuropa) wird dagegen von den dort vorkommenden Arten nur eine Generation gebildet. Die Raupen ernähren sich meist von den Blättern von Laubbäumen, seltener auch von Nadelbäumen. Die Überwinterung der mitteleuropäischen Arten erfolgt als Puppe.

## Systematik
Die Gattung enthält im traditionellen Sinne etwa 60 Arten, das Gattungskonzept wird hier auch so aufgefasst. In einem breiteren Konzept, das auch die neotropischen und indopazifischen Arten der Gattung Anisodes mit einschließt, enthält die Gattung 274 Arten. In Europa und auf den atlantischen Inseln Madeira und den Azoren kommen 15 Arten vor. Im deutschsprachigen Raum sind es immerhin noch 12 Arten.
- Cyclophora albiocellaria (Hübner, 1789)
- Birken-Gürtelpuppenspanner, Cyclophora albipunctata (Hufnagel, 1767)
- Ahorn-Gürtelpuppenspanner, Cyclophora annularia (Fabricius, 1775)
- Cyclophora azorensis (Prout, 1920)
- Cyclophora lennigiaria (Fuchs, 1883)
- Rotbuchen-Gürtelpuppenspanner, Cyclophora linearia (Hübner, 1799)
- Cyclophora maderensis (Bethune-Baker, 1891)
- Grauer Gürtelpuppenspanner, Cyclophora pendularia (Clerck, 1759)
- Eichenbusch-Ringelfleckspanner, Cyclophora porata (Linné, 1767)
- Gepunkteter Eichen-Gürtelpuppenspanner, Cyclophora punctaria (Linné, 1758)
- Cyclophora puppillaria (Hübner, 1799)
- Cyclophora quercimontaria (Bastelberger, 1897)
- Braunroter Eichen-Gürtelpuppenspanner, Cyclophora ruficiliaria (Herrich-Schäffer, 1855)
- Cyclophora serveti Redondo & Gastón, 1999
- Cyclophora suppunctaria (Zeller, 1847)

Die Arten werden in drei Artengruppen unterteilt, die pendularia-Gruppe, die porata-Gruppe und die punctaria-Gruppe. Die Typusart der Gattung ist Phalaena albipunctata Hufnagel, 1767. Die Arten der Gattung sind z. T. noch sehr nahe miteinander verwandt. Mehrere Arten können vor allem in der Zucht Hybriden miteinander hervorbringen. Allerdings sind bei derartigen „Fehlkopulationen“ oft nur ein Teil der Eier fertil. Die nahe Verwandtschaft wird auf eine erst kürzlich erfolgte Radiation der Gruppe zurückgeführt.

## Gefährdung
Einige Arten der Gattung gelten in Deutschland als gefährdet oder gar vom Aussterben bedroht, so. z. B. der Graue Gürtelpuppenspanner (Cyclophora pendularia) oder auch der Gelbrote Eichen-Gürtelpuppenspanner (Cyclophora quercimontaria).